# Mercedario
O Mercedário é uma montanha localizada na província de San Juan na Argentina, a 100 km ao norte do Aconcágua, sendo considerado o oitavo pico mais alto dos Andes, mas ainda existem incertezas com relação à sua altura correta.
As medições de altura durante os séculos 19 e 20 resultaram em cerca de 6800m acima do nível do mar (6797m (Pissis, 1875), 6770m (Steffen, 1905), 6800m (Daszynski, 1934)). Os dados SRTM em uma versão anterior a 2006 mostraram um valor máximo de 6701m, ou seja 6668m (33m a menos utilizando o modelo geoide EGM96). O Instituto Geográfico Nacional argentino indicou uma altura de cume de 6770m em 2022. O valor de 6710m aqui utilizado é informado por Biggs (2022).

## Geografia e Geomorfologia
O Mercedário (assim como o Aconcágua, e o Tupungato) pertencem à chamada Cordilheira Central dos Andes, na Serra da Ramada. Neste local,  a maioria das maiores montanhas são formadas por movimentos tectônicos, mais especificamente do fenômeno de subducção da placa de Nazca sob a placa Sulamericana. Na mesma serra encontram-se ainda outras duas montanhas, o Ramada (6384m) e o La Mesa (6180m).

## Clima e Vegetação
O Mercedario encontra-se em uma área classificada climaticamente como semiárido subtropical. A precipitação média anual é inferior a 500mm e está sujeita a grandes flutuações. Na parte alta, a temperatura média em janeiro é estimada em -6 °C a -11 °C. A vegetação esparsa sobe até cerca de 5.700m onde há água líquida no verão. Graças ao pequeno número de vsitantes, é mais fácil a obsevação de guanacos, lebres, condores entre outras espécimes. Existem duas grandes geleiras. A geleira na face norte, chamada La Ollada ou La Hoyada e a grande geleira no lado sudeste é chamada de Caballito.

## Presença pré-hispânica
Existem ruinas e artefatos de civilizações pre-colombianas em várias montanhas dos Andes, indicando serem locais de ritos religiosos. As encostas do Mercedário possuem um importante complexo cerimonial de alta montanha incluindo uma instalação logística chamada "Tambería de Pircas de Indios" na encosta inferior a cerca de 5300 m, e estruturas cerimoniais na cota de 6400m, todos datados de 1470 a 1530, constituindo-se, provavelmente num dos mais importantes centros cerimoniais do extremo sul do império inca.

## San Martin e o Exército dos Andes
Entre janeiro e fevereiro de 1817, no evento conhecido como Travessia dos Andes, o General San Martin à frente de 5000 soldados invadiu o Chile a partir da Argentina durante as guerras de independência.. Nessa travessia foi utilizado o Paso del Espinacito, a 4476m, localizado ao sul da Serra da Ramada, a cerca de 20 km em linha reta do Mercedario.

## Montanhismo
Após a ocupação espanhola, não houve exploração por mais de 400 anos. Na primeira expedição polonesa,  Victor Ostrowski e Adam Karpiński chegaram ao cume em 18 de janeiro de 1934. Outras expedições da primeira metade do século XX foram feitas por argentinos em 1946 e 1949.

A via normal é considerada de dificuldade baixa, sem desafios técnicos, mas deve ser considerada a extrema altitude, a existência de ventos fortes de oeste e as baixas temperaturas. A melhor época para a escalada é de dezembro a março, e a via normal parte da vila de Barreal, de onde a aproximação deve ser feita em veículo 4x4.  Há a necessidade de registro na empresa mineira localizada em Las Juntas. O acampamento base é normalmente feito no Refúgio Laguna Blanca, com dois ou três acampamentos superiores.